# 德州东站
德州东站是京沪高速铁路、石济客运专线和规划中德商高速铁路上的一个重要车站，位于中华人民共和国山东省德州市德城区袁桥镇王官庄村，距京沪铁路德州站约15公里。车站设5台13线。

## 车站结构

### 站房
德州东站站房建筑面积为19810平方米，高29.7米。站房综合楼为地上两层，另有地下架空层。车站采用线侧下式站型、上进下出旅客流线模式进行设计。售票厅位于一层和二层，一层为人工与自动混合售票厅，二层为自动售票厅。候车厅位于二层和三层，其中二层候车厅面积1340平方米，一站台上车旅客在此候车；三层候车厅面积2793平方米，其余站台上车旅客在此候车。

### 站场
德州东站设有京沪高速场和石济客专场。其中京沪场3台7线，其中正线2条，到发线5条，站台包括一个侧式站台，两个岛式站台。车站站台被无站台柱雨棚覆盖，面积53089平方米，高14.292米。其中京沪场30777平方米，石济场22312平方米。